# Talla (moneda)

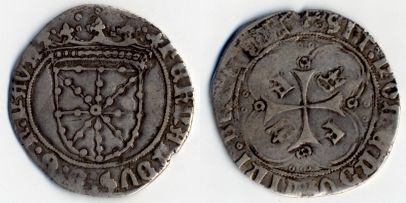
Ral de plata encunyat per Ferran el Catòlic al Regne de Navarra. Talla de 72 peces en marc.

La talla, en la producció monetària, és la quantitat de peces d'un tipus monetari que estava determinat que s'havien d'obtenir per un pes prefixat, o patró, generalment la lliura, en un primer moment, o bé el marc, a partir del segle xii.
Aquesta era la manera d'obtenir el pes de les monedes, ja que la tecnologia d'aleshores no permetia que cada una de les unitats fabricades tenguessin un pes exacte. Així, si es fixava que una especie monetària havia de tallar-se en 60 peces el marc, era la suma d'aquestes 60 peces les que havien de pesar el mateix que un marc, però cada una d'elles podia tenir un defecte de pes tant per excés com per defecte, segons una tolerància permesa, que no afectava al compliment de les condicions de moneda de curs legal.
En la moneda de baix pes era normal que les seves especificacions es donassin en sous, i en aquest cas el sou tenia un significat de dotzena, que no s'ha de confondre amb altres sentits de la paraula. Per exemple, a la creació de la moneda mallorquina (1300) ho trobam expressat així en la versió catalana: "les malles d'aquella moneda ixens a pes de XLIIII sols p. march", on els 44 sous indicats suposen 528 unitats de malla per marc.
A vegades també es revisava la talla de les monedes circulades per si el seu desgast ja havia superat la pèrdua de pes autoritzada i si era així es procedia a la seva retirada.